# Disaster: Day of Crisis
Disaster: Day of Crisis (ディザスター デイ オブ クライシス, Dizasutā Dei obu Kuraishisu) é um jogo eletrônico de sobrevivência desenvolvido pela Monolith Soft e publicado pela Nintendo para a Wii em 2008.